# Вапріо-д'Агонья
Вапріо-д'Агонья, Вапріо-д'Аґонья (італ. Vaprio d'Agogna, п'єм. Vavron) — муніципалітет в Італії, у регіоні П'ємонт,  провінція Новара.
Вапріо-д'Агонья розташоване на відстані близько 520 км на північний захід від Рима, 90 км на північний схід від Турина, 18 км на північ від Новари.
Населення — 1023 особи (2014).
Щорічний фестиваль відбувається 10 серпня. Покровитель — святий мученик Лаврентій.

## Демографія
Населення за роками:

Станом на 1 січня 2023 року в муніципалітеті офіційно проживало 45 іноземців з 9 країн, серед них 9 громадян країн Євросоюзу та 10 громадян України.

## Сусідні муніципалітети
- Баренго
- Кавальєтто
- Меццомерико
- Момо
- Оледжо
- Суно